# Etnofuturismus
Etnofuturismus je kulturní směr či hnutí vzniklé v estonském Tartu před pádem Sovětského svazu na konci 80. let 20. století. Autorem termínu je estonský básník Karel Martin Sinijärv (nar. 4. 6. 1971 v Tallinnu). Hlavním principem estetiky etnofuturismu je spojování osobitých estonských, potažmo obecně ugrofinských lidových tradic s postupy vlastními moderní literatuře. Základní myšlenky etnofuturismu se postupně rozšířily mimo Estonsko. Ve své tvorbě je začali aplikovat spisovatelé píšící finsky a také autoři tvořící v některých minoritních ugrofinských jazycích a  altajských jazycích Ruska.

## Zrod etnofuturismu a jeho estetická východiska
Po tzv. zpívající revoluci se v Estonsku objevila nová generace básníků, kteří roku 1988 založili skupinu Hirohall, jejíž název odkazuje na lidovou taneční setuskou píseň. K jejím nejvýraznějším členům patřili básníci Kauksi Ülle, Sven Kivisildnik, Valeria Ränik a Karl Martin Sinijärv a také prozaik Jüri Ehlvest. V návaznosti na Hirohall vznikla také skupina Eesti Kostabi $elts (Estonská Kostabiho $polečnost), pojmenovaná po americkém výtvarníku estonského původu Kalevu Marku Kostabim, propagátorovi myšlenky, že umělecká tvorba a vydělávání peněz by se nemělo vylučovat, ale naopak jít ruku v ruce, a umělci by se měli zaměřit jak na psaní na objednávku, tak na sebepropagaci. 
V roce 1990 vyšel pod názvem Etnofuturismi ideaalid manifest etnofuturismu, vytyčující výchozí umělecké body hnutí, jehož hlavním autorem byl Sven Kivisildnik (nar. 3.1. 1964 v Rakvere). K jeho základním principům se řadí důraz na etnicku identitu, ale také hru a hravost děl,  kterou na sebe jednotliví autoři chtěli upoutat pozornost. V etnofuturistických dílech by se měla etnická jedinečnost spojovat s mezinárodními uměleckými směry; uvědomění si vlastních kořenů by mělo jít ruku v ruce s rozvojem moderní společnosti. Tato na první pohled paradoxní kombinace vycházela v obou případech ze sovětské minulosti země, kde nebylo místo ani pro první, ani pro druhé. 
Jednou z dalších stánek etnofuturismu se později stala jeho snaha propojit staré lidové tradice s programovou snahou o nalezení budoucnosti pro nositele těchto tradic,  tj. pro většinou minoritní ugrofinské národy, které jsou v současnosti vystavovány asimilačním snahám a hrozí jim ztráta tradiční kultury. Myšlenky etnofuturismu se během pár let prosadily i mezi umělci tvořícími právě v některých ugrofinských jazycích.
Někteří estonští etnofuturisté zmiňují jako svého předchůdce estonského básníka a teologa Uku Masinga, který v šedesátých a sedmdesátých letech publikoval i v časopise Communio viatorum Evangelické teologické fakulty UK.

## Kulturní přesah etnofuturismu
V rámci etnofuturismus se postupně rozvinuly kromě čistě estetických principů také ty zaměřené na politické, ekologické, etické a obecně filozofické otázky.
Roku 1994 proběhla v Tartu první konference mladých ugrofinských autorů zaměřená na etnofuturismus a šíření jeho myšlenek. Zúčastnilo se jí na sto hostů z řad mladé udmurtské, komijské, marijské, finské, maďarské aj. spisovatelské generace. Závěrem konference byla formulace společného programu, jenž by se dal shrnout heslem „futu pro ethno“, čili snahou zajistit přežití vlastního národa v budoucnosti. Za hlavní hrozbu je zde považována jak kulturní asimilace ze strany euro-americké civilizace, tak (a to především) rusifikace ugrofinských národů žijících na území Ruska.
Požadavkem k přežití národa vidí etnofuturisté v identifikaci jeho příslušníků s národní kulturou jakožto základem vlastní identity. Pod pojmem národní kultury si pak představují „the ancient Finno-Ugric frame of mind“ („starodávný ugrofinský mentální rámec“), jenž ve spojení s možnostmi nabízenými postindustriální společností nabízí ugrofinským národům způsob myšlení, umožňující přežití v moderní době. Za základní komponenty kultury ugrofinských národů Ruska jsou považovány systém lidové víry, lidová píseň a vlastní jazyk, charakteristická je naopak neexistence zvláštní městské kultury.
Etnofuturisté si pokládají aktuální otázku, jak mohou malé ugrofinské národy a jejich kultura přežít v současném, globalizačními tendencemi zasaženém, světě. Některé „body pro přežití“ byly formulovány již po první etnofuturistické konferenci roku 1994 následovně:
1. Je nutno získat možnost rozvoje v kontextu více než jedné vysoké kultury.
2. Zmizení kánonů ze současné elitní kultury by umožnilo autorům vyjít z tradic a tvořivě je rozvíjet dále.
3. Jak masová, tak elitní kultura je v celosvětovém měřítku nakloněna etnickým zvláštnostem.
4. Šířící se ideologie šetrného přístupu k přírodě dobře zapadá do ugrofinského postoje k přírodě coby partnerovi v dialogu, coby čemusi posvátnému.
Etnofuturismus se tedy z uměleckého směru přeměnil na program, zahrnující v sobě také politické, národnostní, kulturní a etické požadavky a stanoviska. Kauksi Ülle a další autoři závěrečné zprávy z prvního etnofuturistického kongresu jej shrnují následovně:
„Ethno-futurism, putting in motion creative powers, is not an ideology but a way to survive as well as a modus vivendi.“
„Etnofuturismus, uváděje v chod tvořivé síly, není ideologie, nýbrž způsob, jak přežít, a také modus vivendi.“
Etnofuturismus se kromě literatury uplatnil také ve výtvarném umění a hudbě.

## Představitelé
- Karl Martin Sinijärv
- Kauksi Ülle
- Sven Kivisildnik
- Kalju Lepik
- Viktor Šibanov
- Kristiina Ehin